# 1300-talet (decennium)

## Händelser
- 1300
  - Sturlungasagan, som beskriver Islands historia under 1100- & 1200-talen, nedtecknas.
  - Åbo domkyrka invigs.
- 1306 - Håtunaleken utspelas.
- 1309 - Påven flyttar till Avignon.

## Födda
- September 1300 – Magnus Birgersson, prins av Sverige.
- 1301 – Ingeborg Håkansdotter, prinsessa av Norge.
- 1303 – Heliga Birgitta, svenskt helgon.

## Avlidna
- 26 december 1302 – Valdemar Birgersson, kung av Sverige.
- 11 oktober 1303 – Bonifatius VIII, påve.
- 7 juli 1304 – Benedictus XI, påve.